# Andrena nativa
Andrena nativa är en biart som beskrevs av Osytshnjuk 1984. Andrena nativa ingår i släktet sandbin, och familjen grävbin. Inga underarter finns listade i Catalogue of Life.